# Кучер В'ячеслав Анатолійович
В'ячеслав Анатолійович Кучер (нар. 30 серпня 1975, місто Севастополь, Крим) — член Національного агентства кваліфікацій, заступник голови Київської обласної державної адміністрації, тимчасово виконував обов'язки голови Київської обласної державної адміністрації (з 11 червня до 9 липня 2019 року).

## Біографія
У 1998 році з відзнакою закінчив Херсонський державний педагогічний інститут за спеціальністю «фізика» (магістр фізики).
Трудову діяльність розпочав на посаді вчителя фізики Щасливської загальноосвітньої школи І-ІІІ ступенів Цюрупинського району Херсонської області[калька з джерела].
З 1999 року — 2002 року — директор Ювілейнівської загальноосвітньої школи І-ІІІ ступенів Цюрупинського району Херсонської області.
У 2004 році закінчив Національну академію державного управління при Президентові України за спеціальністю «державне управління» (магістр державного управління).
Трудову діяльність на державній службі розпочав у 2004 році з посади головного спеціаліста Фонду державного майна України[калька з джерела].
Працював на керівних посадах місцевого рівня (Києво-Святошинська районна державна адміністрація, Києво-Святошинська районна рада) та центральних органів виконавчої влади (Міністерство соціальної політики України, Державна служба України з контролю за наркотиками, Державне агентство земельних ресурсів України).
У 2006—2010 роках — депутат Києво-Святошинської районної ради Київської області.
18 січня 2017 — 23 січня 2018 року — заступник голови — керівник апарату Київської обласної державної адміністрації.
З 23 січня 2018 року — заступник голови Київської обласної державної адміністрації.
З 11 червня до 9 липня 2019 року — тимчасовий виконувач обов'язків голови Київської обласної державної адміністрації.
З 03 лютого 2020 року по 12 січня 2022 року — керівник секретаріату Національного агентства кваліфікацій[джерело?].
З 12 січня 2022 року — член Національного агентства кваліфікацій

## Нагороди та звання
- Почесна грамота Національної служби посередництва і примирення (2016)[1]
- Подяка Прем'єр-міністра України (2016)[1]
- Почесна грамота Київської обласної ради (2018)[джерело?]
- Подяка Київської обласної державної адміністрації (2018)[джерело?]
- Почесна грамота Кабінету Міністрів України (2019)[джерело?]
- Подяка Київської обласної ради (2021)
- Грамота Верховної Ради України (2022)